# José Pedro Martínez Matonte
José Pedro Martínez Matonte (Durazno, 17 de febrero de 1927 – Durazno, 14 de noviembre de 1990) fue un maestro y pedagogo uruguayo que dirigió una experiencia escolar y cooperativa innovadora en Villa García, barrio periférico de Montevideo, desde 1952 hasta 1975, año en que fue encarcelado por la dictadura cívico-militar.

## Vida y trayectoria
Inicia sus estudios normalistas en el Instituto Magisterial de Durazno, proyecto que funciona de manera no oficial en ese entonces, teniendo un régimen de estudios libres. En 1947, aun siendo estudiante, asume un cargo docente por primera vez en la Escuela rural del paraje La Alegría, Durazno. En esa época, se acostumbraba a cubrir cargos docentes con estudiantes, si maestros titulados los dejaban vacantes.
En 1948, se traslada como docente a la Escuela rural del paraje Clara, en el Departamento de Tacuarembó, en donde también dicta cursos nocturnos para vecinos adultos. En octubre de ese mismo año, concursa para alcanzar la efectividad como maestro.
Desde 1949 a 1951, ocupa el cargo efectivo como director en la Escuela rural del paraje Cañas, en Durazno.

### Escuela Nº 157 de Villa García

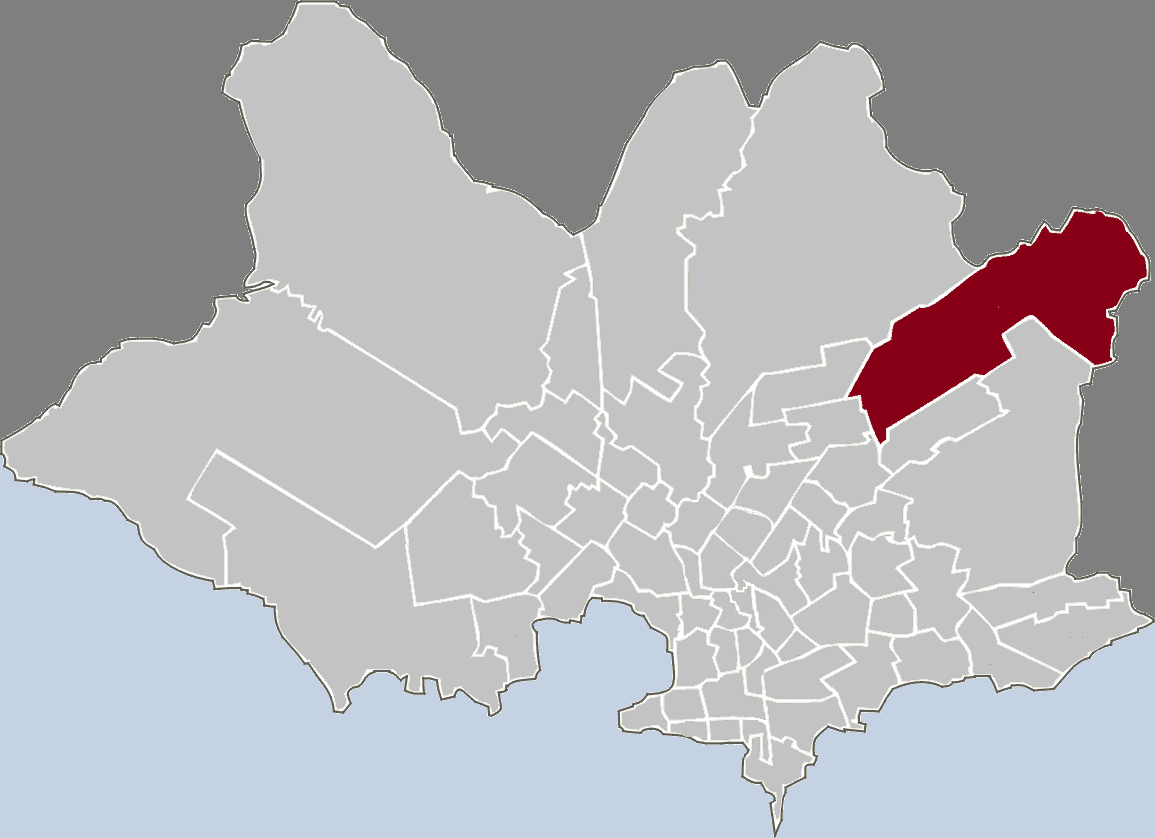
Villa García, barrio en el que se ubica la Escuela N°157

Martínez Matonte llega al barrio Villa García de Montevideo a finales de 1951, para hacerse cargo de la Dirección de la Escuela Nº 157, antigua escuela creada en 1908, con nuevo local en construcción. El 29 de marzo de 1952 se inaugura el nuevo espacio con 7 maestras y 150 alumnos. En noviembre, se aprueba el pedido de una casa-habitación por parte de Martínez Matonte en el mismo predio.
A partir de ese momento, comienzan a implementarse experiencias pedagógicas innovadoras como la publicación de un periódico escolar llamado "Crisol", funciones de cine para toda la comunidad barrial, campañas de vacunación, instalación de un comedor y clases de expresión plástica en todos los grados.
A principios de la década de 1960, se oficializan el semi internado de la Escuela (jornadas de doble escolaridad para los niños con mayores dificultades) y la policlínica médica (atendida por el Dr. Griecco), quedando en la órbita del Departamento de Salud y Bienestar Escolar.
Un objetivo del proyecto de Martínez Matonte fue lograr que la Escuela fuera autosustentable. Para tal fin, se crean la Cooperativa del Pan (panificación para consumo interno), la Cooperativa Agraria (cultivo de productos que abastecían el comedor escolar) y la Cooperativa Habitacional, para la construcción de salones y espacios educativos. En estos trabajos participan vecinos, pasantes y población general de Villa García.
En 1966 se inicia de forma oficial la Unidad Educacional Cooperaría, programa pedagógico que Martínez Matonte fue impulsando desde su llegada a la escuela. Dicho programa “se caracteriza por desarrollarse dentro de los parámetros curriculares, al tiempo de ser una experiencia contextualizada y poseer un planteo educativo integral de educación permanente. Asimismo, se trabaja con el medio y presenta una propuesta de autogestión.”